# Liste von Sakralbauten in Neustadt an der Weinstraße
Die Liste der Sakralbauten in Neustadt an der Weinstraße listet nach Konfessionen unterteilt die Kirchengebäude und sonstigen Sakralbauten in der rheinland-pfälzischen Stadt Neustadt an der Weinstraße auf.

## Römisch-katholische Kirchengebäude
| Bild | Inneres | Name                     | Stadtteil / Lage                                      | Bauzeit          | Anmerkungen / Baustil |
| ---- | ------- | ------------------------ | ----------------------------------------------------- | ---------------- | --- |
|      |         | Stiftskirche St. Ägidius | Neustadt Marktplatz 3 (Standort)                      | 14. Jh.          | Bei der spätgotischen Stiftskirche St. Ägidius handelt es sich um eine Simultankirche. 1708 wurde eine Trennwand zwischen dem evangelischen Langhaus und dem katholischen Chorraum eingezogen und das Gebäude seitdem von beiden Konfessionen genutzt. |
|      |         | St. Marien               | Neustadt Hetzelstraße (Standort)                      | 1862             | Neugotische Stadtpfarrkirche |
|      |         | St. Josef                | Neustadt Winzinger Straße 52 (Standort)               | 1933             | |
|      |         | St. Pius                 | Neustadt Max-Slevogt-Straße (Standort)                | 1959             | |
|      |         | St. Bernhard             | Neustadt Adolph-Kolping-Straße 119 (Standort)         | 1995             | |
|      |         | Kloster Herz Jesu        | Neustadt Waldstraße 145 (Standort)                    | 1920/ 1979/ 1994 | |
|      |         | St. Remigius             | Neustadt-Diedesfeld Remigiusstraße 8 (Standort)       | 1754             | Barocke Saalkirche mit älterem Kern und romanischem Turm aus dem 12. Jahrhundert |
|      |         | St. Michael              | Neustadt-Duttweiler Dudostraße 39 (Standort)          | 1878             | Neugotische Saalkirche mit gotischem Kirchturm aus dem 13. Jahrhundert |
|      |         | St. Peter und Paul       | Neustadt-Geinsheim Geitherstraße 1 (Standort)         | ~1500/ 1873      | Im Kern eine gotische Kirche. 1873 erheblich erweitert und Bauachse um 90° gedreht. |
|      |         | St. Nikolaus             | Neustadt-Gimmeldingen Loblocher Straße 32 (Standort)  | 1366/ 1957       | |
|      |         | St. Jakobus              | Neustadt-Hambach Freiheitstraße 3 (Standort)          | 1750             | Barocke Saalkirche mit älterem Kern |
|      |         | St. Johannes             | Neustadt-Königsbach Hirschhornring (Standort)         | ~ 1750           | Barocke Saalkirche |
|      |         | Heilig Kreuz             | Neustadt-Lachen-Speyerdorf Goethestraße 21 (Standort) | 1968             | |
|      |         | St. Johannes Baptist     | Neustadt-Mußbach An der Bleiche (Standort)            | 1957             | Kirchengebäude mit elliptischem Grundriss und freistehendem Glockenturm |

## Evangelisch-landeskirchliche Kirchengebäude (Protestantische Landeskirche der Pfalz)
| Bild | Inneres | Name                              | Stadtteil / Lage                                               | Bauzeit         | Anmerkungen / Baustil |
| ---- | ------- | --------------------------------- | -------------------------------------------------------------- | --------------- | --- |
|      |         | Stiftskirche St. Ägidius          | Neustadt Marktplatz 3 (Standort)                               | 14. Jh.         | Bei der spätgotischen Stiftskirche St. Ägidius handelt es sich um eine Simultankirche. 1708 wurde eine Trennwand zwischen dem evangelischen Langhaus und dem katholischen Chorraum eingezogen und das Gebäude seitdem von beiden Konfessionen genutzt. |
|      |         | Martin-Luther-Kirche              | Neustadt Martin-Luther-Straße 44 (Standort)                    | 1965            | |
|      |         | Alte Winzinger Kirche             | Neustadt Hindenburgstraße 94 (Standort)                        | 1730            | Saalkirche mit teils älterem Kern. |
|      |         | Protestantische Kirche            | Neustadt-Haardt Am Bürgergarten 2 (Standort)                   | 1791            | Barocke Saalkirche |
|      |         | Pauluskirche                      | Neustadt-Hambach Dr.-Wirth-Straße 17 (Standort)                | 1958            | |
|      |         | Laurentiuskirche                  | Neustadt-Gimmeldingen Kirchplatz 2 (Standort)                  | 1723/ 1803      | Barocke Saalkirche; 1803 erweitert. |
|      |         | Protestantische Kirche Lachen     | Neustadt-Lachen-Speyerdorf Bauerndoktor-Gros-Straße (Standort) | vor 1500 / 1749 | Barocke Saalkirche, spätgotischer Turm |
|      |         | Protestantische Kirche Speyerdorf | Neustadt-Lachen-Speyerdorf Langensteinstraße (Standort)        | 1812            | Klassizistische Saalkirche |

## Weitere Kirchengebäude
| Bild | Inneres | Name                                                   | Konfession | Stadtteil / Lage                                   | Bauzeit    | Anmerkungen / Baustil |
| ---- | ------- | ------------------------------------------------------ | ---------- | -------------------------------------------------- | ---------- | --------------------- |
|      |         | Neuapostolische Kirche                                 | neuap.     | Neustadt Wallgasse 30 (Standort)                   | 1954/ 2010 |                       |
|      |         | Evangelische Freikirche der Mennoniten Branchweilerhof | men.       | Neustadt-Branchweiler Branchweilerhof 1 (Standort) |            |                       |